# Eustroma inextricata
Eustroma inextricata là một loài bướm đêm trong họ Geometridae.